# André Luiz (football, 1974)
Pour les articles homonymes, voir André Luiz.
André Luiz Moreira, plus communément appelé André Luiz, né le 11 janvier 1974 à São Paulo, est un footballeur international brésilien.

## Biographie
Il possède 19 sélections (2 buts) en équipe du Brésil. Sa première sélection remonte au 22 février 1995 lors du match face à la Slovaquie, sa dernière au 30 avril 1997 lors d'un rencontre face au Mexique.
Le Paris SG débourse 7,5 M€ pour l'acquérir en 2002, après un prêt convaincant à l'Olympique de Marseille, marqué d'un but somptueux contre Lorient au Stade Vélodrome. 
Le 31 juillet 2009, il signe un contrat avec le club de MLS des Earthquakes de San José.
Il est actuellement entraîneur de l'équipe des U14 et U13 des Earthquakes de San José.

## Carrière
- 1992-1996 :  São Paulo FC
- 1996-1997 :  SC Corinthians
- 1997-1999 :  CD Tenerife
- 1999 :  SD Compostela (en prêt)
- 1999 :  Cruzeiro EC (en prêt)
- 1999-2000 :  CD Tenerife
- 2000 :  SC Corinthians (en prêt)
- 2000-2001 :  CD Tenerife
- 2001-2002 :  Olympique de Marseille (en prêt)
- 2002-2003 :  Paris SG
- 2003 :  SC Corinthians (en prêt)
- 2004 :  Fluminense FC (en prêt)
- 2004-2006 :  AC Ajaccio
- septembre 2006-novembre 2006 :  Santos FC
- 2007-2009 :  Jaguares de Chiapas[3]

## Palmarès

### Brésil
- Vainqueur du tournoi pré-olympique en 1995
- Médaille de bronze aux Jeux Olympiques d'été 1996

### São Paulo FC
- Vainqueur de la Copa Libertadores en 1992 et 1993
- Vainqueur de la Coupe intercontinentale (Toyota Cup) en 1992 et 1993
- Vainqueur de la Copa Master de CONMEBOL en 1993
- Vainqueur de la Recopa Sudamericana en 1993 et 1994

### Distinctions personnelles
- Nommé au Ballon de plomb 2003